# Шатлен
Шатлен (шателен, шатленка — от фр. châtelain — владелец за́мка; кастелян) — изделие, украшение и аксессуар в виде цепочки с зажимом, к которой крепятся в виде подвесок различные функциональные предметы: ключи, кошелёк, карманные часы, ножницы, печати и так далее. 

## История
Шатлены носили как мужчины, так и женщины. В более узком смысле шатлен — цепочка для карманных часов с заводным ключом.
Шатлены были известны со времён Средневековья, но пик популярности пришёлся на XVIII — начало XX века. Шатлен XVII века представлял собой пояс в виде цепочки, к которому крепились на некотором расстоянии друг от друга другие цепочки для мелочей. Как функциональный предмет шатлен являлся показателем статуса хозяйки или управительницы дома, которая владела всеми ключами и, следовательно, всеми ценностями.
В XVIII веке шатлены становятся массивными и обильно декорированными в стиле барокко или рококо. В этот период шатлен уже не являлся поясом сам по себе, а крепился к нему или к одежде как самостоятельный аксессуар. Драгоценные шатлены изготавливались из золота и украшались эмалью. В XVIII веке главным элементом, как правило, был etui — специальный футляр для небольших инструментов. Частым элементом дамских шатленов является специальный крючок для шнуровки платьев и корсетов.
Возрождение популярности шатлена произошло во второй половине XIX века — дамы носили на шатлене маленькие вышитые кошельки, а мужчины — карманные часы и брелоки. Служанки и экономки по-прежнему носили на шатленах функциональные мелочи: швейные принадлежности, ключи и так далее.

В Викторианской Англии существовала разновидность шатлена — держатель юбок (англ. Victorian skirt lifter), представлявший собой зажим на цепочке, который приподнимал и удерживал юбку по мере необходимости. Этот аксессуар был в моде в 1870—1890-е годы.
- Примеры шатленов
- Шатлен — футляр etui и два более мелких контейнера, вероятно, для освежающих конфет. Англия, 1765—1775 годы. Музей Виктории и Альберта[3]
- Золотой шатлен с часами и заводным ключиком. Англия, ок. 1775 года
- Шатлен — часы, ключик, печать из горного хрусталя. Франция, XVIII век. Художественный музей Уолтерса
- Эмалевый шатлен с пятью цепочками. Франция, вторая половина XVIII века. Музей Халлвилов
- Рисунок шатлена с часами, 1875 год
- Сумочка на цепочке с креплением, США, 1889 год